# Bolboși
Bolboși è un comune della Romania di 3261 abitanti, ubicato nel distretto di Gorj, nella regione storica dell'Oltenia.
Il comune è formato dall'unione di 7 villaggi: Bălăcești, Bolboasa, Bolboși, Igirosu, Miclosu, Ohaba-Jiu, Valea.